# MTV Unplugged (álbum de Los Ratones Paranoicos)
MTV Unplugged es un álbum en vivo de la banda de rock argentina Ratones Paranoicos editado en 1998 por Epic Records.

## Detalles
El álbum documenta un concierto en vivo emitido por la señal MTV Latinoamérica, grabado el 19 de septiembre de 1997 y lanzado seis meses después.
De esta manera se convirtió en la quinta banda argentina en realizar un Unplugged. 
El grupo contó con la participación de dos leyendas del rock argentino: Pappo (en las guitarras) y Charly García (en el piano y teclado), quien años antes ya había grabado su MTV Unplugged (Hello! MTV Unplugged).

## Lista de canciones
Todas las canciones escritas y compuestas por Juanse, excepto donde se indica. 
| N.º | Título              | Escritor(es)                | Duración |  |
| 1.  | «El vampiro»        | Juanse, Cano, Quiroga, Memi |          |  |
| 2.  | «Damas negras»      |                             |          |  |
| 3.  | «Carolina»          |                             |          |  |
| 4.  | «Reina»             |                             |          |  |
| 5.  | «Juana de Arco»     |                             |          |  |
| 6.  | «El centauro»       |                             |          |  |
| 7.  | «Ya morí»           |                             |          |  |
| 8.  | «Boogie»            |                             |          |  |
| 9.  | «Caballos de noche» |                             |          |  |
| 10. | «Rock del gato»     |                             |          |  |
| 11. | «Rock del pedazo»   |                             |          |  |
| 12. | «Vicio»             |                             |          |  |
| 13. | «Sucia estrella»    |                             |          |  |
| 14. | «Cowboy»            | Gutiérrez, Oldham           |          |  |

## Personal
- Juanse - voz, guitarra
- Sarcófago - guitarra, coros
- Pablo Memi - contrabajo
- "Roy" Quiroga - batería

Invitados
- Pappo - guitarra, coros
- Charly García - teclados, coros
- Germán Wiedemer - teclados